# Feen-Grotte
Die Feen-Grotte ist ein Fahrgastschiff, das auf den Berliner Gewässern eingesetzt wurde oder wird.

## Geschichte
Das Schiff wurde 1961 bei der Wiese-Werft in Spandau gebaut und kam unter dem Namen Feen-Grotte II in Fahrt. Benannt wurde die Feen-Grotte nach dem gleichnamigen beliebten Ausflugslokal, das tropfsteinhöhlenartig ausgestattet war und direkt neben dem Sitz der Reederei lag. Diese Gaststätte, in der auch Varietékünstler aufgetreten waren, existiert nicht mehr; sie wurde 1979 wegen Baufälligkeit abgerissen. Das Lokal hatte sich großen Zulaufs erfreut, ehe die Straßenbahnlinie nach Konradshöhe eingestellt worden war.

## Das Schiff
Ab 1968 fuhr die Feen-Grotte für die Reederei A. Vogt und durfte 300 Personen befördern.
Bei einem Umbau im Jahr 1969 erhielt das Schiff seinen vorderen Salon und außerdem wurde damals die II als Namenszusatz gestrichen. 1983 wurde die Feen-Grotte verlängert. 1987 war sie nach Angaben Kurt Groggerts das einzige Schiff im Bestand der Reederei August Vogt, 34,9 Meter lang, 5,19 Meter breit und für 200 Personen zugelassen. Diese Maße weichen geringfügig von anderen Angaben ab: Dieter und Helga Schubert gaben noch im Jahr 2007 an, das Schiff sei 24,3 Meter lang und 5,10 Meter breit. Schon im Jahr 2000 hatte Dieter Schubert aber die Länge des zweimal umgebauten Schiffes mit 35,40 Metern und die Breite mit 5,30 Metern angegeben und außerdem den Tiefgang von 1,1 Metern sowie einen 150-PS-Motor erwähnt. Die Angaben von 2007 dürften sich also eher auf den ursprünglichen Zustand des Schiffes beziehen. Sowohl Groggert als auch Schubert geben keine ganz eindeutigen Hinweise zum Baujahr; laut Groggert wurde das Schiff 1960 gebaut, laut Schubert 1959/61.
Die Reederei Wilfried Vogt setzte die Feen-Grotte in der Zeit um 2007 von Tegel aus für Fahrten auf der Oberhavel bis Hennigsdorf und zum Niederneuendorfer See ein. Sie hatte im Jahr 2007 eine Zulassung zur Beförderung von 200 Personen. Das zweite Schiff der Reederei, die Angela, diente dagegen als Restaurantschiff und für Charterfahrten.
Beide Schiffe der Reederei wurden im Jahr 2007 für den Zweiteiler Die großen und die kleinen Wünsche verwendet. Die Feen-Grotte trägt im Film den Namen Phönix, die Angela heißt dort Carina; für das moderne Schiff Caesar der bösen Konkurrenz der fiktiven Reederei Wünsche benutzte man im Film die damals ganz neue Belvedere.
Aufgrund der Corona-Krise wurde der Fahrbetrieb mit der Feen-Grotte laut Homepage der Reederei Vogt vorübergehend eingestellt, mittlerweile hat das Unternehmen den Fahrbetrieb offenbar dauerhaft eingestellt. Das Schiff befand sich aber Anfang August 2024 nach wie vor an seinem Liegeplatz.